# Biguine (danse)
Pour l’article homonyme, voir Biguine.
La biguine est une danse antillaise associée au genre musical homonyme.